# Шримпф, Георг
Георг Шримпф (нем. Georg Schrimpf; 13 февраля 1889, Мюнхен — 19 апреля 1938, Берлин) — немецкий художник, один из крупнейших представителей художественного направления «новая вещественность».

## Биография

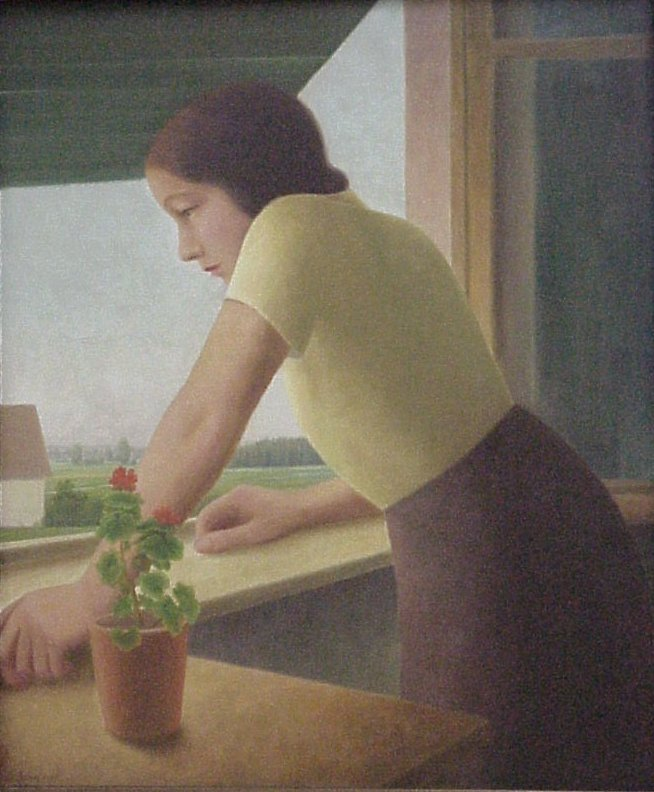
Смотрящая из окна (1932), Городская галерея в доме Ленбаха, Мюнхен

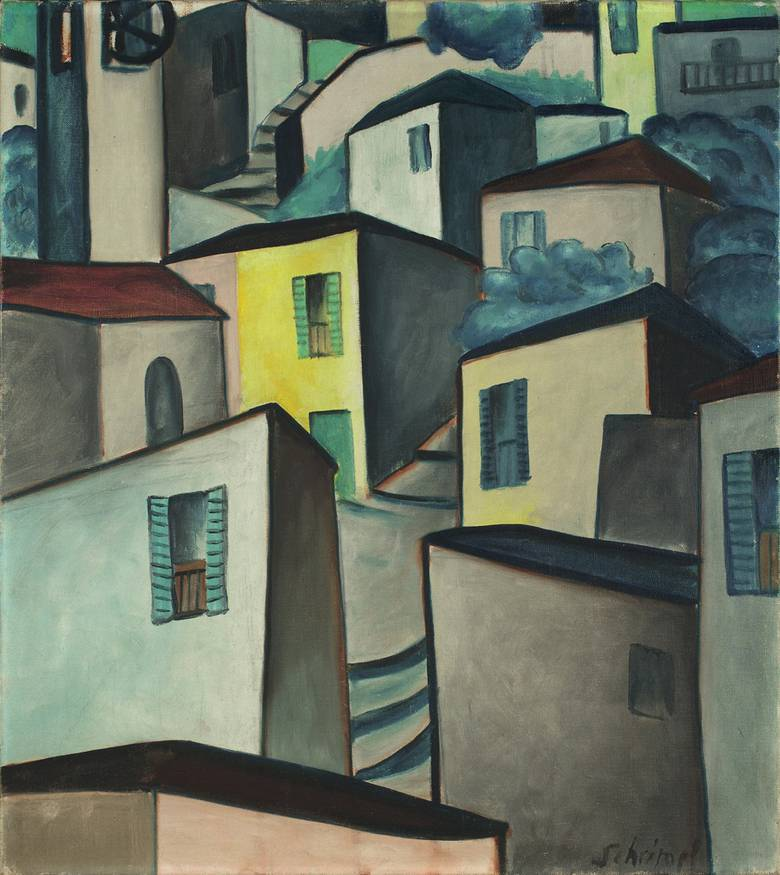
Ворота Ронко, 1917, Нефть на холсте, Величина 66 x 59 сан, Частная коллекция Германии

Георг Шримпф с юных лет проявил художественный талант, что, впрочем, не нашло понимания у родителей. По настоянию отчима Шримпф с 1902 по 1905 год был учеником кондитера в Пассау, после чего отправился в странствие по Германии, Бельгии и Франции, зарабатывая деньги как официант, пекарь и кочегар. В 1913 году он познакомился с писателем Оскаром Марией Графом, вместе с которым отправился в Швейцарию и Италию. Несколько месяцев они провели в колонии анархистов «Монте Верита» в Асконе.
В 1915 году Шримпф поселился в Берлине, где устроился рабочим на шоколадную фабрику. Одновременно он занимался живописью. Его произведения привлекли внимание писателя и художественного критика Хервата Вальдена, который помог в 1916 году провести выставку полотен Шримпфа. Выставка привлекла существенное внимание художественной критики, и Шримпф был принят сотрудником в художественные журналы «Die Aktion» и «Der Sturm». В 1917 году он женился на художнице Марии Уден, которая оказала большое влияние на его творчество. В том же году они переехали в Мюнхен, а в августе 1918 года Мария умерла после родов сына Маркуса. После 1918 года Шримпф регулярно выставлялся в Мюнхене, в 1919 году он входил в Группу революционных художников, принявших участие в деятельности Баварской Советской республики. Затем он вступил в «Ноябрьскую группу», вместе с которой регулярно выставлялся в течение 1920-х годов. С 1921 года он также формально был членом группы «Новый Сецессион». С 1926 по 1933 год Шримпф преподавал в Мюнхенском ремесленном училище (нем. Königliche Kunstgewerbeschule München), одном из основных художественных учебных заведений в Баварии.
В 1933 году он получил место в Высшей школе художественного образования в Берлине. В сентябре 1937 года он был оттуда уволен приказом министра науки, искусства и образования Пруссии Бернхарда Руста под формальным предлогом причастности к событиям 1919 года в Мюнхене и принадлежность с января по апрель 1919 года к Коммунистической партии Германии. Было объявлено, что Шримпф принадлежит к «вырожденному искусству». Среди изъятых по приказу Геббельса из немецких музеев 16 тысяч произведений искусства были 33 картины Шримпфа. В 1938 году художник умер в Берлине.
В 1995 году почтовая служба Германии выпустила в честь Шримпфа почтовую марку стоимостью 2 немецких марки. На ней изображена его картина «Натюрморт с кошкой» 1923 года.

## Творчество
Шримпф был самоучкой; он учился рисовать, копируя нравившиеся ему картины или изображая придуманные им сюжеты. Из техник он предпочитал масло, графику (уголь и ксилографию). Его стилю свойственны чёткие линии и сдержанная цветовая гамма. Большинство его сюжетов — пейзажи, натюрморты и женские фигуры. Очевидного влияния современных ему художественных течений на творчество Шримпфа не прослеживается, кроме того, оно абсолютно аполитично.